# 사송중학교
사송중학교(沙松中學校)는 대한민국 경상남도 양산시 동면 내송리에 있는 공립 중학교이다.

## 학교 연혁
- 2023년 3월 1일 : 사송중학교 개교
- 2023년 3월 1일 : 제1대 교장 김형수 취임
- 2023년 3월 2일 : 제1회 입학식

## 참고 자료
- 사송중학교 - 한국교육학술정보원 학교알리미